# カーリ (衛星)
カーリ (Saturn XLV Kari) は、土星の第45衛星である。逆行軌道で土星を公転する不規則衛星で、北欧群に属する。
2006年3月6日に、スコット・S・シェパード、デビッド・C・ジューイット、ジャン・カリーナ (Jan Kleyna) らの観測チームによって発見された。観測にはすばる望遠鏡が用いられている。発見は同年6月26日に小惑星センターのサーキュラーで、6月30日に国際天文学連合のサーキュラーで公表され、S/2006 S 2 という仮符号が与えられた。
2007年4月5日に、北欧神話の詩に登場する風の支配者カーリに因んで命名され、Saturn XLV という確定番号が与えられた。
カーリのアルベドを 0.04 と仮定すると、直径は 6 km と推定される。土星からの平均距離は約 22,093,000 km で、大きな軌道離心率の軌道で1231日ほどかけて土星を一周している。2013年3月に土星探査機カッシーニによって自転周期が測定され、7時間42分であることが判明している。